# Cerro Paruma
Cerro Paruma är ett berg i Bolivia, på gränsen till Chile. Det ligger i den sydvästra delen av landet, 400 km sydväst om huvudstaden Sucre. Toppen på Cerro Paruma är 5 720 meter över havet.
Terrängen runt Cerro Paruma är kuperad norrut, men söderut är den bergig. Cerro Paruma är den högsta punkten i trakten. Trakten runt Cerro Paruma är nära nog obefolkad, med mindre än två invånare per kvadratkilometer.. 
Omgivningarna runt Cerro Paruma är i huvudsak ett öppet busklandskap.